# Parafia Świętych Apostołów Piotra i Pawła w Bytnicy
Parafia Świętych Apostołów Piotra i Pawła w Bytnicy – parafia rzymskokatolicka, położona w dekanacie Krosno Odrzańskie, diecezji zielonogórsko-gorzowskiej, metropolii szczecińsko-kamieńskiej w Polsce, erygowana 28 czerwca 1957.